# Strade provinciali della provincia di Benevento
Di seguito sono elencate le strade provinciali presenti sul territorio della provincia di Benevento, di competenza del medesimo ente (lunghezza totale di 1296,271 km). Tutte le strade elencate sono classificate di categoria tecnica C (strade extraurbane secondarie) e vengono divise in base ai comparti territoriali individuati dallo stesso gestore nel 2016.

## Comparto 1: hinterland di Benevento
Strade provinciali 1 - 43, 146 - 150 e 158, nell'hinterland beneventano (capoluogo, valle del torrente Serretelle, bassa valle del Sabato e media valle del Calore):
| Numero | Denominazione | Percorso | Lungh. (km) |
| ------ | --- | --- | ----------- |
|        | Ciardelli | Da Benevento (via San Leucio) per San Leucio del Sannio, località Confini (San Leucio - Ceppaloni), Beltiglio e San Giovanni (Ceppaloni), Arpaise, alla località Ciardelli (Pietrastornina, provincia di Avellino) dove continua come SP 277 | 14,523      |
|        | Circumvallazione S. Leucio del S. (anche Bivio San Leucio - Abitato San Leucio - Loc. Confini) (anche Ciardelli)               | Dalla SP 1 Ciardelli attraverso l'abitato di San Leucio del Sannio e la località Confini, sita a cavallo con la frazione ceppalonese di Beltiglio, fino a reimmettersi in questa località sulla SP 1 | 2,000       |
|        | Bivio "Confini" - Bivio "Maielli" in Ceppaloni                                                                                 | Dal bivio sulla SP 2 in località Confini, attraverso l'abitato della frazione ceppalonese di Beltiglio (parallelamente alla SP 1 che vi corre esterna), fino a reimmettersi nella SP 1 al bivio "Maielli" | 1,000       |
|        | S. Leucio del Sannio - Scalo - SS 7                                                                                            | Da San Leucio del Sannio alla strada statale 7 Via Appia, poi al soppresso scalo di Apollosa-San Leucio | 4,000       |
|        | S. Giovanni di Ceppaloni - Tufara                                                                                              | Dalla SP 1 in San Giovanni di Ceppaloni alla strada statale 7 Via Appia presso Tufara | 6,000       |
|        | Strada "Casalpreti" in tenimento di "Arpaise"                                                                                  | Dalla SP 1 Ciardelli presso Arpaise, costeggiandone il centro abitato, per le località Casalprete e Varricchi, fino alla SP 5 Tufara - S. Giovanni | 2,500       |
|        | SS 88 - Ceppaloni - Fraz. San Giovanni                                                                                         | Dalla ex SS 88 dei Due Principati nei pressi della stazione di Chianche-Ceppaloni, oltrepassando la ferrovia Benevento-Avellino e il Sabato, alla SP 9, poi da questa per Ceppaloni e il bivio per la SP 8, fino alla immissione sulla SP 1 nella frazione San Giovanni | 7,051       |
|        | Bivio Ceppaloni - Santa Croce - Barba                                                                                          | Dalla SP 7 tra Ceppaloni e San Giovanni alle località Santa Croce e Barba | 3,000       |
|        | Maccabei - Fondo Valle Sabato                                                                                                  | Da Benevento in contrada Santa Colomba, costeggiando il Sabato in fondovalle, per la frazione Casale Maccabei (San Leucio del Sannio) e i bivi della SP 7 prima per Ceppaloni poi per la località Chianche Scalo sulla SS 88, fino al confine provinciale all'altezza del ponte sul Sabato allo stretto di Barba con l'immissione sulla stessa ex SS 88 | 8,371       |
|        | Bivio Irpina - Pannarano | Dal bivio sulla SP 43 (ex SS 374) a Pannarano | 0,550       |
|        | Pannarano - Pietrastornina | Da Pannarano al confine provinciale con Pietrastornina (AV), dove prosegue come SP 146 | 2,000       |
|        | SS 88 - dei Due Principati | Tratto della ex statale, dalla progressiva iniziale di 56+530 presso il confine con la provincia di Avellino (al bivio di Chianche/ponte Bagnara), per Bagnara Valle (Sant'Angelo a Cupolo), Torre Pagliara (San Nicola Manfredi), Montorsi Valle, Motta Valle e Borgonero (Sant'Angelo a Cupolo) fino alla progressiva 64,290 presso Benevento, in via Avellino | 7,760       |
|        | Bagnara | Dalla SP 12 (ex SS 88) a Bagnara (Sant'Angelo a Cupolo) al confine provinciale con San Pietro Irpino, comune di Chianche (AV), dove prosegue come SP 186 | 2,000       |
|        | Bivio Montorsi - Pagliara - SS 88                                                                                              | Dal bivio tra Montorsi e Sant'Angelo a Cupolo sulla SP 16 a Pagliara per poi proseguire fino alla SP 12 (ex SS 88) e confluirvi in località Torre Pagliara | 5,900       |
|        | Bivio Perrillo - Perrillo - Motta - SS 88                                                                                      | Dal bivio Perrillo sulla SP 18 in località Pacevecchia (via Fratelli Rosselli, Benevento) attraverso le frazioni santangiolesi di Perrillo e Maccoli al bivio con la SP 16 in corrispondenza del cimitero, da qui per l'altra frazione di Motta, fino a Motta Valle, dove si innesta sulla SP 12 (ex SS 88) | 5,300       |
|        | Bivio Cimitero - Maccoli - Montorsi - Capoferri                                                                                | Dal bivio con la SP 15 in corrispondenza del cimitero per le frazioni santangiolesi di Panelli, Santa Croce e Montorsi, poi da questa al bivio con la SP 14 per Pagliara e dal bivio verso il centro di Sant'Angelo a Cupolo, dove in località Capoferri si innesta sulla SP 18 | 4,300       |
|        | Bivio Pastene - Bivio San Martino Sannita (Diramazione A della SP 18)                                                          | Dal bivio per Pastene sulla SP 18 al bivio per San Martino Sannita all'altezza di via Giardino di San Nicola Manfredi (e variante Bosco Perrotta - Pastene - San Nicola) | 2,000       |
|        | Giro dei Santi (anche Benevento - S. Angelo a Cupolo - Bivio Monterocchetta - S. Nicola M.- S. Martino S. - S. Giorgio del S.) | Da Benevento (località Pacevecchia) al territorio del comune di Sant'Angelo a Cupolo, attraverso località Medina, l'innesto della SP 17, Pastene e località Cardilli fino al centro di Sant'Angelo a Cupolo, poi da qui verso l'innesto della SP 16 in località Capoferri fino al bivio Monterocchetta (con SP 19 Per San Marco ai Monti e SP 20 per Monterocchetta), da qui verso nord per Santa Maria a Toro, San Nicola Manfredi e il bivio con la SP 17, poi ad est per il bivio con la SP 23 e la località Santa Maria Ingrisone e da qui a sud per San Martino Sannita e sua frazione San Giacomo fino ad innestarsi a San Giorgio del Sannio sulla SS 7 (viale Spinelli) (e variante Bosco Perrotta - Pastene - San Nicola) | 20,000      |
|        | S. Marco ai Monti | Dal bivio sulla SP 18 Giro dei santi alla frazione santangiolese di San Marco ai Monti | 0,660       |
|        | Bivio Monterocchetta - Toccanisi                                                                                               | Dal bivio sulla SP 18 Giro dei santi per Monterocchetta, fino a Toccanisi | 3,430       |
|        | Bivio "Toppa" - Confine Provincia (AV)                                                                                         | Bivio “Toppa” - SP Bagnara | 5,500       |
|        | S. Giorgio del S. - Marzano - Cucciano - Terranova - SP S.Martino-S.Giorgio                                                    | In due tronchi: dalla SS 7 nel centro di San Giorgio del Sannio alla frazione sammartinese di Cucciano (lato superiore) e da Cucciano (lato inferiore) per Terranova (San Martino Sannita) fino all'innesto sulla SP 18 in prossimità di San Giacomo | 2,800       |
|        | Bivio S. Maria Ingrisone - SS 7                                                                                                | Dal bivio per Santa Maria Ingrisone sulla SP 18 Giro dei Santi, attraverso contrada Iannassi (San Nicola Manfredi) alla SS 7 (km 268 ca) | 1,800       |
|        | SS 7 - Calvi | Dalla SS 7 all'altezza della chiesa di Sant'Agnese in San Giorgio del Sannio all'abitato di Calvi | 3,000       |
|        | Casalfesto | Dal bivio con la SP 26 San Nazzaro in frazione Casalfesto per ritornare sulla stessa SP 26 in piazza Unità d'Italia (interamente in territorio di San Nazzaro) | 0,375       |
|        | San Nazzaro | Dalla SP 75 della provincia di Avellino, all'altezza del confine con Montefusco (AV), per le frazioni Montefalcone, Casalfesto e Audisoli (San Nazzaro) fino alla SS 7 nel centro di San Giorgio del Sannio | 3,541       |
|        | Benevento - Apice Nuova - Confine Provincia (AV)                                                                               | Da Benevento (località Capodimonte), all'incrocio in contrada Palati (San Nicola Manfredi) con le SP 28 e 32, poi ad Apice Nuova, al bivio con la SP 30 e al bivio Apice vecchia con la SP 33 per poi ad attraversare contrade agricole di Apice fino al confine con il comune di Bonito (AV), dove prosegue come SP 197 | 31,750      |
|        | S. Giovanni Marcopio | Dalla SS 7 (km 269 ca) per San Giovanni Marcopio (San Giorgio del Sannio) fino all'innesto sulla SP 27 Benevento - Apice all'incrocio Palati | 8,000       |
|        | SS 7 - Pietradefusi | Dalla SS7 (km 274,6 ca), al confine con Pietradefusi (AV) sul ponte Mele, dove prosegue come SP 50 | 1,450       |
|        | Sotto Castiglione - Località Cubante - SS 7                                                                                    | Dalla SP 32 per località Sottocastiglione (Apice) all'incrocio con la SP 27, poi con la SP 31, fino all'innesto sulla SS 7 (km 277 ca) | 8,950       |
|        | Peschiera | Dalla SP 30 in località San Donato (Apice), per la località Peschiera, all'innesto sulla SS 7 (km 278,2 ca) | 5,000       |
|        | Incrocio Palati - Bivio Apice Vecchia                                                                                          | Dall'incrocio Palati con la SP 27, all'incrocio con la SP 30, attraverso un ponte sul Calore, all'innesto sulla SP 33 | 4,000       |
|        | Apice Vecchia - Apice Scalo | Dalla SP 27 all'altezza di Apice vecchia, costeggiando questo centro, verso nord, incrociando il bivio con la SP 32 e oltrepassando l'Ufita con un ponte, fino a contrada Iscalonga e Apice scalo (Sant'Arcangelo Trimonte) | 4,800       |
|        | San Vito - Apice | Tratto ricadente nella Provincia di Benevento (comune di Apice). Dalla SP 33 prima del ponte sull'Ufita, al confine con Montecalvo Irpino (AV), dove incrocia le SP 148 e 287 della provincia di Avellino | 4,600       |
|        | Medio Ufita | Tratto ricadente nella Provincia di Benevento (comune di Apice) di km 0,7, dal ponte sull'Ufita presso il bivio per Montecalvo Irpino (al confine con la Provincia di Avellino), fino all'altro ponte sul medesimo corso d'acqua in direzione Melito Irpino (anch'esso al confine con la Provincia di Avellino) | 0,700       |
|        | Abitato di S. Arcangelo T. - Scalo FF.SS. di Apice                                                                             | Dall'abitato di Sant'Arcangelo Trimonte alla SP 33 in contrada Iscalonga-Apice scalo (Sant'Arcangelo Trimonte) | 5,200       |
|        | SS 90 bis - Abitato di S. Arcangelo Trimonte                                                                                   | Dall'abitato di Sant'Arcangelo Trimonte alla SS 90 bis (km 17 ca) | 4,800       |
|        | SS 90 bis - Prov.le Apice - Sant'Arcangelo Trimonte (Femminarsa)                                                               | Dalla SS 90 bis in località Valledogna, attraverso le contrade o località Orticelli, Torre, Valle Muro, Sant'Elena e Femminarsa (Paduli) fino all'innesto sulla SP 36 Apice - S. Arcangelo Trimonte in contrada Iscalonga-Apice scalo | 7,500       |
|        | SS 90 bis - Paduli - SS 90 bis                                                                                                 | Dalla SS 90 bis (loc. Messano) all'abitato di Paduli alla SS 90 bis (loc. Carpinelli) | 3,598       |
|        | SS 90 bis - Scalo FF.SS. Paduli - SS 90 bis                                                                                    | Dalla SS 90 bis alla stazione di Paduli alla SS 90 bis (a servizio della zona industriale di Ponte Valentino) | 2,000       |
|        | SS 212 (da Benevento a c.da Mosti)                                                                                             | Tratto riclassificato a provinciale della SS 212 tra il portale della biforcazione tra SS 212 dir (prima nuova tratta a scorrimento veloce) e SS 212 (vecchio tracciato) e il km 6 della stessa in corrispondenza della rotonda in contrada Mosti | 4,755       |
|        | Tangenziale Ovest | Tratto di collegamento dalla SS 7 in zona di Benevento sud-ovest alla SS 372 in zona Benevento nord | 10,256      |
|        | SS 374 - di Summonte e di Montevergine                                                                                         | Dal limite provinciale (progressiva iniziale 21+100), presso San Martino Valle Caudina, attraverso Pannarano, fino al confine provinciale con Roccabascerana (progressiva finale km 24+300) | 3,200       |
|        | Vitulanese I Tronco - Apollosa - SS 7                                                                                          | Dalla SP 109 Vitulanese I Tronco, per contrada Montemauro, ad Apollosa, alla SS 7 (km 256,5 ca) | 14,420      |
|        | S. Giovanni di Apollosa | Dalla SP 146 in contrada Montemauro a San Giovanni (Apollosa) e bivio con SP 148 al bivio con la SP 149 all'innesto sulla SP 146 in località Cancellonica | 6,000       |
|        | S. Giovanni di Apollosa I | Dalla SP 147 attraversando internamente San Giovanni (Apollosa) | 1,625       |
|        | Bivio S. Giovanni - SS 7 | Dal bivio per San Giovanni (Apollosa) sulla SP 147 alla SS 7 (km 252 ca) | 0,900       |
|        | Vitulanese I Tronco - Castelpoto - SS 7                                                                                        | Dalla SP 146 Vitulanese I Tronco nei pressi di monte Mauro a Castelpoto alla SS 7 nei pressi della stazione di Pontecorvo-Castelpoto | 16,234      |
|        | Via Valfortore | Dalla zona del cavalcavia nel tratto del raccordo autostradale 9 riclassificato come ultima parte della SS 372 Telesina, alla SP 41 (ex SS 212) | 0,450       |
| Tot.   | | Hinterland Benevento | 259,393     |

## Comparto 2: Fortore
Strade provinciali 44 - 61, nel Fortore, nome con cui la provincia di Benevento indica la (bassa) valle del fiume Fortore, la valle del Miscano e la bassa valle del Tammaro di sua pertinenza:
| Numero | Denominazione                                                                                             | Percorso | Lungh. (km) |
| ------ | --- | --- | ----------- |
|        | Strada di Penetrazione Calise (S. Giorgio La Molara) - 90 bis (anche Valle Tammaro e Fondo Valle Tammaro) | Dalla SP 59 Calise-Perazzeta-S. Pietro alla zona P.I.P. di Ponte Valentino e alla SS 90 bis in Benevento costeggiando il fiume Tammaro | 15,113      |
|        | Montefalcone - SS 90 bis                                                                                  | Da Montefalcone di Val Fortore, attraverso i due bivi con le SP 60 Praeta Maioris e 59 Calise - Perazzeta - S. Pietro, alla SS 90 bis (km 20,4 ca) | 18,600      |
|        | Bivio Casalbore (AV) - Ginestra degli S. - Montefalcone                                                   | Dalla SP 177 della provincia di Avellino presso Casalbore (AV), attraverso Ginestra degli Schiavoni fino all'innesto della SP 50 Miscano | 9,200       |
|        | Ginestra degli S. - Bolle Malvizze                                                                        | Dalla SP 46 nel centro di Ginestra Degli Schiavoni al confine con Montecalvo Irpino (AV), dove prosegue come SP 273 1º tratto verso la località Bolle Malvizze | 4,650       |
|        | Ginestra degli Schiavoni - Castelfranco - Roseto                                                          | Dalla SP 46 in Ginestra degli Schiavoni, attraverso la SP 50 nel centro abitato di Castelfranco in Miscano e da qui al confine con Roseto Valfortore (FG), dove prosegue come SP 130 | 12,000      |
|        | Castelfranco - Bolle Malvizze                                                                             | Dalla SP 50 Miscano in Castelfranco in Miscano al confine con Montecalvo Irpino (AV), dove prosegue come SP 273 2º tratto verso la località Bolle Malvizze | 6,877       |
|        | Miscano                                                                                                   | Dalla SS 369 Appulo-Fortorina (tra Foiano di Val Fortore e il ponte Setteluci), attraverso Montefalcone di Val Fortore, da cui il bivio per la SP 45, poi dopo aver aggirato il monte Altieri il bivio per la SP 46 e prima di entrare in Castelfranco in Miscano il bivio con la SP 48 (direzione Ginestra degli Schiavoni); in questo centro abitato il bivio con la SP 49 e all'uscita di questo nuovamente con la SP 48 (direzione Roseto Valfortore) fino al ponte Bagnaturo sul Miscano), confine con Ariano Irpino (AV), dove prosegue come SP 54                                                                            | 28,028      |
|        | "Appulo-Fortorina"                                                                                        | Dalla SS 212 in località "Innesto di Reino" (Pesco Sannita), attraverso San Marco dei Cavoti, l'incrocio con la SP 56 Molinara - Franzese, l'innesto della SP 60 Praeta Maioris, il valico Casone Cocca (1050 m), l'innesto della SP 54 Ponte Carboniera - Baselice - Ponte Setteluci (presso Ponte Carboniera), Foiano di Val Fortore, l'innesto della SP 50 Miscano, nuovamente l'innesto della SP 54 (presso il ponte Sette Luci), San Bartolomeo in Galdo, l'innesto della SP 52 Decorata - Castelvetere - S. Bartolomeo fino al confine con Volturara Appula (FG), dove prosegue come SP 135 bis SS 17-San Bartolomeo in Galdo | 45,800      |
|        | Decorata - Castelvetere - S. Bartolomeo                                                                   | Dalla SS 212 (km 46,6 ca) a Decorata (Colle Sannita), a Castelvetere in Val Fortore che aggira in variante, fino all'innesto sulla SS 369 in San Bartolomeo in Galdo, nei pressi del cimitero | 23,800      |
|        | Castelvetere - Tufara                                                                                     | Da Castelvetere in Val Fortore (piazza dei Martiri) verso il confine con Tufara (CB), dove prosegue come SP 109 Tufara - Castelvetere | 4,750       |
|        | Ponte Carboniera - Baselice - Ponte Setteluci                                                             | Dal ponte Carboniera sulla SS 369 (nel comune di Foiano di Val Fortore) al bivio con la SP 55, poi attraverso Baselice fino al'innesto sulla stessa strada statale presso il ponte Setteluci sul Fortore in territorio di San Bartolomeo in Galdo | 17,375      |
|        | Serie 34 II Tronco                                                                                        | Dalla SS 212 (km 46,15 ca) in Colle Sannita all'innesto della SP 56 poco dopo, poi, attraversando il valico tra il Toppo dei Fiuggi (962 m) e il monte San Marco il Telegrafo (1007 m), alla SP 54 sul confine tra Foiano di Val Fortore e Baselice | 11,320      |
|        | Molinara - Franzese (anche Franzese)                                                                      | Dalla SP 57 nel centro abitato di Molinara alla SS 369 nel comune di San Marco dei Cavoti e da qui alle località Franzese (I e II) dello stesso, poi all'innesto sulla SP 55 | 16,900      |
|        | Bivio Calise - Molinara - Cesine                                                                          | Dal bivio con la SP 58 nel territorio ad ovest di San Giorgio La Molara, attraverso Molinara, dove c'è l'innesto della SP 56, fino alla contrada Cesine (o Gesina) e poi all'innesto sulla SP 60 Praeta Majoris | 8,300       |
|        | Bivio Valfortore - Pago Veiano - Pietrelcina                                                              | Dalla ex SS 212 (km 11,1 ca) a nord di Pietrelcina attraverso Pago Veiano, l'innesto della SP 59 (all'altezza della Masseria Fragneto), poi della SP 57, fino all'innesto sulla SP 60 Praeta Maioris nei pressi del cimitero di San Giorgio La Molara | 19,316      |
|        | Calise - Perazzeta - S. Pietro                                                                            | Dalla SP 58 in prossimità del ponte sul Tammaro, per la località Taverna alla SP 45 Montefalcone - SS 90 Bis nei pressi della località Pilarcelle (interamente nel comune di San Giorgio la Molara) | 6,834       |
|        | Praeta Maioris                                                                                            | Dalla SS 369 (a ca. 2 km dal valico Casone Cocca, lato Sud, anche Tirrenico) in comune di Molinara, attraverso l'innesto della SP 57, per entrare poi nel territorio di San Giorgio la Molara, attraversando le località San Varva e Fabbricata e il centro abitato di San Giorgio fino all'innesto sulla SP 45 SS 90 bis-Montefalcone tra località Cefalicchio e San Pietro | 16,600      |
|        | Pietrelcina - Scalo ferroviario                                                                           | Da Pietrelcina alla ex SS 212 e dalla ex SS 212 allo scalo ferroviario di Pietrelcina | 0,800       |
| Tot.   | | Fortore | 220,463     |

## Comparto 3: Titerno - Tammaro
Strade provinciali 62 - 76, 87, 93 - 105, 160 e 161 site nei territori di media valle del Tammaro e suo affluente Tammarecchia e dell'alto corso del Titerno:
| Numero | Denominazione                                            | Percorso | Lungh. (km) |
| ------ | -------------------------------------------------------- | --- | ----------- |
|        | Liguri Bebbiani                                          | Dalla SS 212 in Colle Sannita a Castelpagano, attraverso Circello fino alla c/da Macchia                                 | 20,400      |
|        | SSV Fondo Valle Tammaro                                  | Dalla SS 212-Colle-Castelpagano                                                                                          | 4,400       |
|        | Castelpagano - S. Croce S.                               | Da Castelpagano a S. Croce Del Sannio                                                                                    | 14,000      |
|        | Castelpagano - Riccia                                    | Dalla SP S. Croce-Castelpagano a Riccia (CB)                                                                             | 5,045       |
|        | S. Maria del Guglieto - S. Croce del Sannio              | Da Santa Maria di Morcone a S. Croce fino al confine con la Provincia di Campobasso                                      | 16,328      |
|        | Stazione S. Croce del Sannio                             | Dallo scalo FFSS di S. Croce alla SP S. Maria di Morcone - confine provinciale                                           | 0,700       |
|        | Ponte Stretto - Ponte Pignataro                          | Da Ponte Stretto a Ponte Pignataro                                                                                       | 5,000       |
|        | Alto Tammaro                                             | Da S. Maria di Morcone a Ponte Principe                                                                                  | 15,320      |
|        | Morcone - Scalo ferroviario                              | Dalla SP 71 Morcone-Cuffiano allo scalo ferroviario di Morcone                                                           | 0,200       |
|        | Bebbiana                                                 | Da Morcone, attraverso la loc. Cuffiano fino alla c/da Fuschi-SP 100                                                     | 12,800      |
|        | Strada dei cappuccini                                    | Dalla SP Morcone-Scalo FFSS all'abitato di Morcone sulla SP 69                                                           | 0,950       |
|        | Panoramica Sud Matese                                    | Da Morcone alla Frazione Birri attraverso la SP75 Pietraroia-Passo S. Crocella fino a Bocca Della Selva                  | 24,796      |
|        | Pietraroia - Fontana Tasso                               | Dalla SP 75 Pietraroia - Sepino alla fontana Tasso                                                                       | 3,000       |
|        | Bivio Sepino - Passo S. Crocella                         | Dal bivio di Sepino sulla SP 73 al passo di Santa Crocella, confine provinciale con Sepino (CB), dove prosegue come SP94 | 5,400       |
|        | Mutria                                                   | Da Guardia a Cerreto, attraverso Cusano a Pietraroia al bivio Sepino fino al bivio della SP 73                           | 28,986      |
|        | Ex SS 87 "Sannitica"                                     | (Continua dal comparto 4) Dall'immissione della SP 94 Casalduni, attraverso Pontelandolfo, fino al termine sulla SP 99   | [ 4 ]       |
|        | Colli                                                    | Dalla SP Ferrarise alla SP "Colli"                                                                                       | 4,500       |
|        | Casalduni                                                | Dalla SP 106 a Casalduni alla SP 87                                                                                      | 10,248      |
|        | Casalduni - Zingara Morta                                | Da Casalduni a Zingara Morta (BN-CB)                                                                                     | 5,057       |
|        | Ponte - SP BN-Telese                                     | Da Ponte alla SP Benevento-Telese                                                                                        | 1,100       |
|        | Vitulanese II Tronco                                     | Da Ponte alla SP 102 (presso lo svincolo Fragneto sulla BN-CB)                                                           | 11,025      |
|        | Pontelandolfo - SP 87                                    | Dall'abitato di Pontelandolfo alla SP 87                                                                                 | 1,000       |
|        | Ex SS 88 tra i km. 95+270 e 97+37                        | Dall'innesto della Superstrada a Ponte Sorgenza                                                                          | 2,105       |
|        | Ex SS 625                                                | Dalla stazione di Pontelandolfo attraverso Campolattaro e Circello alla Cappella Del Carmine in Colle Sannita            | 22,720      |
|        | Bebbiana I Tronco                                        | Dalla stazione di Campolattaro alla SP 102                                                                               | 0,800       |
|        | Ex SS 88                                                 | Da Benevento c/da Olivola, attraverso Fragneto fino a Campolattaro                                                       | 17,925      |
|        | Pesco S. - Fragneto Monforte                             | Da Pesco a Fragneto Monforte                                                                                             | 5,800       |
|        | Fragneto L'Abate                                         | Dalla SP Pesco S.-Fragneto M. a Fragneto L'Abate                                                                         | 1,500       |
|        | SSV Fondo Valle Tammaro                                  | Dalla FVT BN-CB a S. Croce Del Sannio                                                                                    | 4,450       |
|        | Variante Pontelandolfo (anche Bretella di Pontelandolfo) | | 2,800       |
|        | Circumlacuale                                            | | 6,000       |
| Tot.   |                                                          | Titerno - Tammaro | 398,956     |

## Comparto 4: Volturno - Telesino
Strade provinciali 77 - 92 (e la 87 condivisa con il comparto 3), 113 - 122 (con 115b) e 128 nelle basse valli del Titerno, del Calore (Telesina) e dell'Isclero, tutti fiumi confluenti in sinistra nel Volturno:
| Numero | Denominazione                                                      | Percorso | Lungh. (km) |
| ------ | ------------------------------------------------------------------ | --- | ----------- |
|        | Faicchio - S. Lorenzello - Bivio Cerreto                           | Dall'innesto della SP Telese-Gioia attraverso Faicchio e S. Lorenzello fino al bivio per Cerreto | 7,000       |
|        | S. Salvatore                                                       | Da Amorosi a S. Salvatore attraverso il Pastorello fino a S. Lorenzello | 11,157      |
|        | S. Salvatore - Telese - Cerreto                                    | Da S. Salvatore (via Grassano) attraverso Telese fino a Cerreto | 12,907      |
|        | Abitato di Telese - Bagni Circumvallazione                         | Dalla Stazione FF.SS. di Telese ai Bagni Termali e Circumvallazione | 3,219       |
|        | Curtole e foreste                                                  | Dalla SP 106 (ex SS 372) attraverso Castelvenere alla SP 79 S. Salvatore-Telese-Cerreto | 9,500       |
|        | Castelvenere                                                       | Da Castelvenere percorrendo la Marraiola fino al bivio Grassano sulla SP S. Salvatore-Telese-Cerreto | 4,600       |
|        | Telese - Gioia                                                     | Da Telese al confine con la Provincia di Caserta nel comune di Gioia Sannitica | 14,500      |
|        | Sannio Alifano                                                     | Dall'innesto SP 85 al limite con la Provincia di Caserta sul torrente Adventa | 7,000       |
|        | Amorosi                                                            | Da Amorosi a Puglianello al cimitero di S. Salvatore con collegamento sulla SP 87 (Telese Terme) | 9,377       |
|        | Stazione di Amorosi - Amorosi                                      | Dalla stazione di Amorosi ad Amorosi | 1,088       |
|        | Ex SS 87 "Sannitica"                                               | Dal confine con la Provincia di Caserta in Amorosi (sul fiume Volturno, attraverso Telese Terme, Castelvenere, Guardia Sanframondi e San Lupo fino all'immissione della SP 94 Casalduni (continua nel comparto 3)               | 33,653      |
|        | Ex Nazionale                                                       | Dalla SP 106 a Guardia Sanframondi | 5,500       |
|        | S. Lorenzo - Ex Nazionale                                          | Da S. Lorenzo Maggiore all'ex Nazionale | 5,800       |
|        | S. Lorenzo Maggiore                                                | Dalla SP 106 a S. Lorenzo Maggiore con diramazione verso S. Lupo e Guardia Sanframondi | 8,000       |
|        | S. Lorenzo - Guardia                                               | Da S. Lorenzo verso la S.P. n. 87 Guardia | 0,900       |
|        | Ferrarise                                                          | Dalla Stazione di S. Lorenzo M. a Bivio Colli e innesto SP 93 Ponte-Casalduni | 9,700       |
|        | Strada S. Giovanni                                                 | Da Telese alla SP 116 (ex SS 265) attraverso la Fondo Valle Isclero | 12,000      |
|        | Dugenta - Frasso Telesino                                          | Da Dugenta alla SP Frasso - Sant'Agata de' Goti in località Croce di Murto | 9,500       |
|        | SSV Fondovalle Isclero                                             | Strada di collegamento dalla SP 106 Telesina alla SP 116 (ex SS 265) | 26,268      |
|        | "Ponti della Valle"                                                | (Ex SS 265) Dalla SP 87 in Amorosi, attraversa il Calore, la frazione Torello di Melizzano, Dugenta e la località Cantinelle (Sant'Agata de' goti) fino a Valle di Maddaloni, dove continua come SP 335 in provincia di Caserta | 12,750      |
|        | Dugenta - Sant'Agata de' Goti                                      | Dallo scalo ferroviario di Dugenta, attraverso la frazione Migliara, all'innesto con la SP 111 Sant'Agata - Solopaca | 10,000      |
|        | Cinque Vie - Supportico - Presta - Casello Ferr. - SS Sannitica    | SP Cinque Vie, Asierta - Supportico - Corte - Presta - Ferrovia Napoli-Foggia, SS 625 a sud dell'abitato di Dugenta | 6,500       |
|        | Limatola                                                           | Dalla SP 116 (ex SS 265) attraverso Limatola a Biancano al confine provinciale | 13,300      |
|        | SP Molino Corte - Bagnoli - Valle Maddaloni - Confine Provincia CE | Presta, Molino Corte (presso la Provinciale Caudina), Bagnoli (frazione di Sant'Agata), SS 265 (presso Stazione di Maddaloni) confine provinciale                                                                               | 4,850       |
|        | Caudina I Tronco                                                   | Dalla SP 116 (ex SS 265) a Sant'Agata de' Goti | 5,591       |
|        | Sant'Agata - Durazzano                                             | Da Sant'Agata de' Goti a Durazzano | 8,500       |
|        | Giro dei Santisi                                                   | Giro dei Santisi di Sant'Agata de' Goti | 1,200       |
| Tot.   |                                                                    | Volturno - Telesino | 288,013     |

## Comparto 5: Vitulanese - Caudino
Strade provinciali 106 - 112, 115c, 123 - 127, 129 - 145, 151 - 157, 159 nelle valli Vitulanese e Caudina:
| Numero | Denominazione                                       | Percorso | Lungh. (km) |
| ------ | --------------------------------------------------- | --- | ----------- |
|        | Telesina                                            | Da Torre Palazzo allo svincolo di Telese (ex percorso statale sostituito dalla costruzione a scorrimento veloce)         | 21,660      |
|        | Innesto Vitulanese - Paupisi                        | Dall'innesto della SP Vitulanese al bivio SP 108 per Paupisi                                                             | 6,200       |
|        | Valle Vitulanese - Solopaca                         | Dall'innesto della SP Vitulanese nel comune di Ponte attraverso Torrecuso, Paupisi, fino a Solopaca                      | 19,500      |
|        | Vitulanese I Tronco                                 | Da Montesarchio, per Vitulano e Foglianise, all'innesto in Foglianise della SP 154 Utile - Viglione                      | 25,006      |
|        | Sannitica                                           | Dal ponte Maria Cristina in Solopaca, al bivio "Torello" di Melizzano a Frasso Telesino                                  | 16,300      |
|        | Solopaca - Sant'Agata                               | Dalla SP 106 dopo il Ponte Maria Cristina attraverso Solopaca - Frasso Telesino - Bivio S. Tommaso a Sant'Agata de' Goti | 18,528      |
|        | Maurella                                            | Dalla SP 110 Sannitica alla SP 111 Solopaca - Sant'Agata nel comune di Solopaca                                          | 0,884       |
|        | Caudina II Tronco                                   | Da Sant'Agata de' Goti, attraverso Moiano e Airola, alla SS 7 in località Campizze                                       | 15,000      |
|        | SS 7 - Paolisi - SS 7                               | Dalla SS 7 all'abitato di Paolisi alla SS 7                                                                              | 3,233       |
|        | Airola - Arpaia                                     | Da Airola ad Arpaia percorrendo Via Caracciano                                                                           | 4,050       |
|        | Airola - Arpaia - SS 7                              | Dalla SP 126 Airola - Arpaia alla SS 7                                                                                   | 0,500       |
|        | Arpaia - Forchia - SS 7                             | Da Arpaia a Forchia (contrada Cretazzo) alla località Cagni SS 7 "Appia"                                                 | 4,736       |
|        | Montesarchio - Bucciano - Bivio S. Tommaso          | Da Montesarchio a Bucciano fino all'innesto della SP 111 Solopaca - Sant'Agata località S. Tommaso                       | 14,050      |
|        | Moiano - Pastorano                                  | Da Moiano alla località Pastorano                                                                                        | 0,700       |
|        | Moiano - Luzzano                                    | Dalla SP Caudina II Tronco presso Moiano a Luzzano                                                                       | 1,674       |
|        | Strada "Tuoro"                                      | Dalla SP 129 nel comune di Bucciano fino a Luzzano                                                                       | 2,700       |
|        | Bucciano - Airola                                   | Dalla SP 129 nel comune di Bucciano fino all'innesto della SP 123 Caudina II Tronco                                      | 1,100       |
|        | Varoni - Bonea - Fraz. Bacilli                      | Da Varoni a Bonea alla Frazione Bacilli                                                                                  | 2,000       |
|        | SS 7 - Bonea                                        | Dalla SS 7 a Bonea attraverso la SP 129                                                                                  | 3,500       |
|        | SS 7 - Cervinara                                    | Collega la SS 7 alla SP Cervinara                                                                                        | 0,238       |
|        | Montesarchio - Cervinara                            | Da Montesarchio verso Cervinara (AV) fino al confine provinciale                                                         | 2,200       |
|        | Irpinia                                             | Da Montesarchio a San Martino Valle Caudina fino al confine con la Provincia di Avellino                                 | 4,800       |
|        | SP Vitulanese - Castello feudale di Montesarchio    | Dalla SP Valle Vitulanese-Caudina nei pressi di Montesarchio al castello feudale di Montesarchio                         | 2,000       |
|        | Taburno                                             | Dalla SP Valle Vitulanese-Caudina alla foresta del Monte Taburno fino a Piana di Prata                                   | 18,417      |
|        | Cautano - Frasso Telesino                           | Dall'abitato di Cautano all'abitato di Frasso Telesino                                                                   | 15,403      |
|        | Cautano                                             | Da Cautano alla SP Valle Vitulanese-Caudina                                                                              | 0,726       |
|        | Innesto Vitulanese - Tocco Caudio                   | Dalla SP Vitulanese (nei pressi del ponte Jenca) al centro di Tocco Caudio                                               | 2,000       |
|        | Ponticelli - Friuni                                 | Dalla SP 7 (dalla Vitulanese a Tocco Caudio) al centro di Tocco Caudio - Friuni ed alla SP Vitulanese                    | 3,000       |
|        | Campoli - SP Vitulanese I Tronco                    | Dall'abitato di Campoli del Monte Taburno alla SP Vitulanese                                                             | 0,367       |
|        | Castelpoto                                          | Dall'innesto della SP 150 alla SP 153                                                                                    | 5,227       |
|        | SSV Fondovalle Vitulanese                           | Strada di collegamento dall'area industriale di contrada Olivola (Benevento) alla Strada comunale Sala (Foglianise)      | 8,100       |
|        | BN - Scalo Vitulano - Bivio Castelpoto - Foglianise | Da Benevento (Rotonda dei Pentri) attraverso lo scalo ferroviario di Vitulano e il bivio di Castelpoto a Foglianise      | 15,595      |
|        | Utile - Viglione                                    | Collega la SP 153 alla SP 108 (innesto nel territorio di Foglianise)                                                     | 3,000       |
|        | Bivio Vitulanese I Tronco - Vitulano                | Dalla SP 109 Valle Vitulanese - Caudina all'abitato di Vitulano                                                          | 0,900       |
|        | Vitulano - Montedrago - Trinità                     | Da Vitulano alla cava dei marmi in località Trinità                                                                      | 15,000      |
|        | San Pietro                                          | Dalla SP 106 alla SP 108                                                                                                 | 2,000       |
|        | Variante abitato di Ponte                           | | 0,800       |
| Tot.   |                                                     | Valli Vitulanese e Caudina                                                                                               | 261,094     |

## Le strade a scorrimento veloce

### SP 152 SSV Fondo Valle Vitulanese
La Fondo Valle (o Fondovalle) Vitulanese è una strada provinciale che, nella parte in esercizio, connette la zona industriale di contrada Olivola, nel comune di Benevento, a una rotatoria in periferia del comune di Foglianise, snodo stradale che permette l'accesso al comprensorio della valle Vitulanese.
La strada è classificata come strada extraurbana secondaria e si presenta a singola carreggiata e ad una corsia per senso di marcia, senza incroci a raso. Vige un limite di velocità di 60 km/h e la prescrizione di equipaggiamento adeguato (pneumatici o catene) nel periodo invernale. Nata con la prospettiva di collegare la biforcazione tra la Telesina e la Sannitica alla viabilità della valle Caudina, dopo una parziale realizzazione se ne prospetta unicamente il prolungamento verso quest'ultimo territorio.

#### Costruzione
Nel tracciato esistente, la strada fu progettata e costruita negli anni 1990 dal Consorzio di bonifica della Valle Telesina, che affidò la progettazione alla SETIN Servizi Tecnici Infrastrutture srl per primo e secondo lotto e le indagini allo studio De Maria di Vitulano per il terzo lotto e la realizzazione all'Impresa Pizzarotti & C. S.p.a. di Parma come capogruppo e le mandanti I.C.A.R. Costruzioni generali S.p.a. di Napoli, Rillo Andrea di Torrecuso (Benevento), Bove Emilio & Figli S.n.c. di San Salvatore Telesino (Benevento).
Una seconda parte della strada è in corso di realizzazione. La delibera del CIPE n° 54 del primo dicembre 2016 ha incaricato la provincia della costruzione, mettendo a disposizione 45,558 milioni di Euro provenienti dal Fondo per lo sviluppo e la coesione 2014-2020. Partirà dall'attuale termine della rotatoria in comune di Foglianise proseguendo in direzione sud per 9,8 km lungo il fondovalle del torrente Jerino nei comuni di Vitulano (frazione Ponterutto) e Campoli del Monte Taburno (contrade Grieci e Martini), per terminare nel territorio di Apollosa o Montesarchio. Il cronoprogramma delle attività previsto dal piano operativo del Ministero delle infrastrutture e dei trasporti prevedeva la gara d'appalto nel 2017, i lavori nel periodo 2018-2020 e il collaudo nel giugno 2021; la provincia di Benevento, ente attuatore, approva a luglio 2019 un cronoprogramma che vede ultimazione di progetto esecutivo e definitivo per metà anno 2020.
Intanto, l'11 settembre 2020 viene inaugurato uno svincolo a servizio del comune di Castelpoto (uscita provenendo da Benevento e accesso in direzione Foglianise), costruito dalla Lampugnale srl di Benevento nei mesi precedenti nell'ambito di un protocollo d'intesa da 3 miltioni di euro tra i comuni di Castelpoto e Foglianise e la provincia, che va ad integrarsi con la preesistente rampa d'immissione alla Fondovalle dalla SP 151, in direzione Benevento.
Di una terza porzione esiste un progetto di fattiblità presso gli uffici della provincia: dal territorio del comune di Apollosa la strada giungerebbe, dopo un percorso di 6,4 km, a quello di Montesarchio, nella cui zona industriale andrebbe a raccordarsi con la viabilità interprovinciale costituita da statale Appia, Fondo Valle Isclero e Asse Attrezzato Valle Caudina-Pianodardine.

#### Percorso e tabella
Origina in contrada Olivola, una delle zone industriali del capoluogo provinciale, dove si unisce ad un raccordo, costruito ma non aperto, in direzione della biforcazione tra fondovalle Tammaro (ex SS 88, ora SS 87, e SS 372 in contrada Torrepalazzo. Dopo meno di un chilometro si connette con la SP 153, precedente via di collegamento tra Benevento e i comuni della valle Vitulanese, che ora rimane trafficata principalmente nel tratto che da qui conduce alla rotonda dei Pentri, nodo stradale della zona Nord di Benevento. Prosegue attraversando in viadotto il fiume Calore, dopo il quale presenta l'uscita di Castelpoto-Torrecuso, che porta ancora sulla vecchia provinciale 153 Vitulanese, da cui si raggiunge Castelpoto attraverso la SP 151 e Torrecuso attraverso la SP 154 (con percorso che permette di evitare l'abitato di Foglianise attraversandone la borgata agricola Utile). Circa 1 km dopo questa uscita la strada presenta un altro svincolo per il comune di Castelpoto, con accesso in entrambe le direzioni ed uscita solo provenendo da Benevento, appunto poco più di un km più vicino al centro abitato, a cui si giunge ancora attraverso la SP 151. Segue poi la valle del torrente Jenga fino alla zona valliva di contrada Sala, in comune di Foglianise, dove termina in una rotonda da cui la viabità provinciale porta a Foglianise, Vitulano, Cacciano e da questi agli altri comuni del comprensorio.

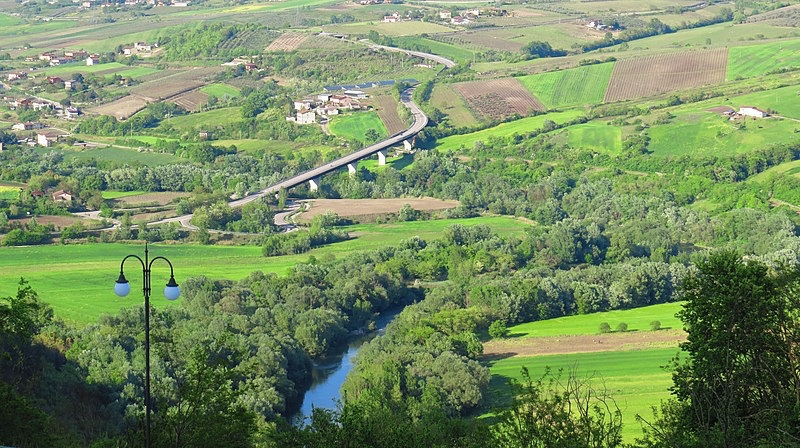
Il viadotto sul Calore visto da Castelpoto

| SSV Fondo Valle Vitulanese |                                                                                     |      |        |           |
| Tipo                       | Indicazione                                                                         | km   | Note   | Provincia |
|                            | C.da Olivola Torrepalazzo -                                                         | 0,0  |        | BN        |
|                            | Galleria Scafa                                                                      | 0,69 | 130m   | BN        |
|                            | Vitulanese                                                                          | 0,8  | [ 21 ] | BN        |
|                            | Viadotto S. Vitale                                                                  | 0,9  | 105m   | BN        |
|                            | Viadotto Calore                                                                     | 1,5  |        | BN        |
|                            | Castelpoto - Torrecuso                                                              | 2,0  |        | BN        |
|                            | Castelpoto                                                                          | 3,1  |        | BN        |
|                            | Viadotto Fossi                                                                      | 4,4  | 140m   | BN        |
|                            | Area di servizio                                                                    | ?    |        | BN        |
|                            | Foglianise Valle Vitulanese-Caudina Vitulano-Cautano Cacciano Castelpoto Ponterutto | 8,10 |        | BN        |